# Sân bay Lambaréné
Sân bay Lambaréné (IATA: LBQ, ICAO: FOGR) là một sân bay ở thành phố Lambaréné, tỉnh Moyen-Ogooué, Gabon.